# العلاقات المالديفية الأمريكية
العلاقات المالديفية الأمريكية هي العلاقات الثنائية التي تجمع بين المالديف والولايات المتحدة.

## مقارنة بين البلدين
هذه مقارنة عامة ومرجعية للدولتين:
| وجه المقارنة                                              | [[تصنيف:صفحات تستخدم رمز علم غير موجود\|]] المالديف | الولايات المتحدة                                                                                                  |
| --------------------------------------------------------- | --------------------------------------------------- | --- |
| المساحة (كم2)                                             | 298                                                 | 9.83 مليون |
| عدد السكان (نسمة)                                         | 436.33 ألف                                          | 311.58 مليون |
| الكثافة السكانية (ن./كم²)                                 | 146.42 ألف                                          | 31.7 |
| العاصمة                                                   | ماليه                                               | واشنطن العاصمة |
| اللغة الرسمية                                             | اللغة الديفهي                                       | لغة إنجليزية |
| العملة                                                    | روفيه مالديفية                                      | دولار أمريكي |
| الناتج المحلي الإجمالي (بليون دولار)                      | 4.60 مليار                                          | 19.39 تريليون |
| الناتج المحلي الإجمالي (تعادل القوة الشرائية) بليون دولار | 5.23 مليار                                          | 18.04 تريليون |
| الناتج المحلي الإجمالي الاسمي للفرد دولار أمريكي          | 8.39 ألف                                            | 56.12 ألف |
| الناتج المحلي الإجمالي للفرد دولار أمريكي                 | 12.53 ألف                                           | 54.63 ألف |
| مؤشر التنمية البشرية                                      | 0.706                                               | 0.920 |
| رمز المكالمات الدولي                                      | +960                                                | +1 |
| رمز الإنترنت                                              | .mv                                                 | .us، حكومة، .mil، Edu.                                                                                            |
| المنطقة الزمنية                                           | ت ع م+05:00                                         | توقيت ساموا الأمريكية، توقيت أطلنطي موحد، منطقة زمنية وسطى، توقيت ألاسكا ‏، المنطقة الزمنية الجبلية، توقيت تشامرو ‏ |

## منظمات دولية مشتركة
يشترك البلدان في عضوية مجموعة من المنظمات الدولية، منها:
| علم المنظمة | اسم المنظمة                        | تاريخ انضمام المالديف | تاريخ انضمام الولايات المتحدة |
| ----------- | ---------------------------------- | --------------------- | ----------------------------- |
|             | وكالة ضمان الاستثمار متعدد الأطراف | 19 مايو 2005          | 12 أبريل 1988                 |
|             | الاتحاد الدولي للاتصالات           | 28 فبراير 1967        | 1 يوليو 1908                  |
|             | يونسكو                             | 18 يوليو 1980         | 4 نوفمبر 1946                 |
|             | الأمم المتحدة                      | 21 سبتمبر 1965        | 24 أكتوبر 1945                |
|             | بنك التنمية الآسيوي                | 1978                  | 1966                          |
|             | البنك الدولي للإنشاء والتعمير      | 13 يناير 1978         | 27 ديسمبر 1945                |
|             | مؤسسة التمويل الدولية              | 2 فبراير 1983         | 20 يوليو 1956                 |
|             | مؤسسة التنمية الدولية              | 13 يناير 1978         | 24 سبتمبر 1960                |
|             | منظمة الشرطة الجنائية الدولية      | ?                     | ?                             |
|             | الاتحاد البريدي العالمي            | ?                     | ?                             |
|             | منظمة حظر الأسلحة الكيميائية       | ?                     | ?                             |
|             | منظمة التجارة العالمية             | ?                     | ?                             |

## وصلات خارجية
- موقع وزارة الخارجية المالديفية
- موقع وزارة الخارجية الأمريكية